# Sony Xperia ZL
Sony Xperia ZL (модельні номери — C6503, C6502, C6506, інші назви — Sony Xperia ZL LTE, Sony Xperia ZL HSPA+) — смартфон із серії Sony Xperia, розроблений компанією Sony, анонсований 7 січня 2013 року на CES. Xperia ZL – це компактний і дешевший варіант Sony Xperia Z, для якого пожертвували захистом від води та пилу, а також більш тоншою рамкою. На відміну від Xperia Z, він також оснащений інфрачервоним бластером і спеціальною кнопкою спуску камери.

## Характеристики смартфону

### Апаратне забезпечення
Апаратне забезпечення смартфона повністю ідентичне дорожчому Xperia Z. Смартфон працює на базі чотириядерного процесора Qualcomm Snapdragon S4 Pro (APQ8064), що працює із тактовою частотою 1,5 ГГц (архітектура ARMv7), 2 ГБ оперативної пам’яті і використовує графічний процесор Adreno 320 для обробки графіки. Пристрій також має внутрішню пам’ять об’ємом 16 ГБ, із можливістю розширення карткою microSD до 32 ГБ. Апарат оснащений 5-дюймовим (127 мм відповідно) дисплеєм із розширенням 1080 x 1920 пікселів із щільністю пікселів 443 ppi, що виконаний за технологією TFT. Він підтримує мультитач, для покращеного зображення використовується технологія BRAVIA engine 2 від Sony і здатний відображати 16 777 216 кольорів. 
В апарат вбудовано 13-мегапіксельну основну камеру, що може знімати Full HD-відео (1080p) із частотою 30 кадрів на секунду, і фронтальною 2-мегапіксельною камерою яка знімаю відео із такою ж якістю 1080p, 30 кадрів на секунду. Дані передаються через роз'єм micro-USB, який також підтримує USB On-The-Go, і порт HDMI (через MHL) для перегляду зображень і відео з пристрою на екрані телевізора. Щодо наявності бездротових модулів Wi-Fi (802.11 a/b/g/n 5 ГГц), Bluetooth 4.0, вбудована антена стандарту GPS + ГЛОНАСС, NFC, трансляція екрана через Miracast, DLNA та MirrorLink 1.0. Основною відмінністю з більш дорогою моделлю є наявність інфрачервоного бластера. Весь апарат працює від Li-ion акумулятора ємністю 2370 мА·год, що може пропрацювати у режимі очікування 500 годин (20.8 днів), у режимі розмови — 10 годин, і важить 151 грам.

### Програмне забезпечення
Смартфон Sony Xperia ZL постачався із встановленою Android 4.1.2 «Jelly Bean», згодом оновили до версії 5.1.1 «Lollipop». Оновлення смартфон получав такі самі і тоді ж, коли і Xperia Z.

## Відео
- Офіційний трейлер Sony Xperia ZL [Архівовано 19 березня 2014 у Wayback Machine.] (англ.)
- Знайомство із Sony Xperia ZL на CES 2013 [Архівовано 18 січня 2013 у Wayback Machine.] від PhoneArena (англ.)

## Огляди
- Знайомство зі Sony Xperia ZL: 5-дюймова 1080p, чотириядерна альтернатива «преміуму» [Архівовано 17 березня 2013 у Wayback Machine.] на сайті Engadget (англ.)